# The Great Well
The Great Well é um filme mudo britânico de 1924, do gênero drama, dirigido por Henry Kolker e estrelado por Henry Kolker and starring Thurston Hall, Seena Owen e Lawford Davidson. Foi baseado na peça de 1923 The Great Well, de Alfred Sutro.

## Elenco
- Thurston Hall - Peter Starling
- Seena Owen - Camilla Challenor
- Lawford Davidson - Major Dereth
- Joan Morgan - Annette
- Eva Moore - Sra. Starling
- Cameron Carr - John
- Harvey Braban - Eric
- Simeon Stuart - Sir Wilmot
- Hugh Dempster - Dick